# Noors voetbalelftal in 2013
Het Noors voetbalelftal speelde in totaal dertien interlands in het jaar 2013, waaronder zes wedstrijden in de kwalificatiereeks voor de WK-eindronde 2014 in Brazilië. De selectie stond voor het vijfde opeenvolgende jaar onder leiding van bondscoach Egil Olsen. Hij stapte op na de 2-0 thuisnederlaag tegen Zwitserland en werd opgevolgd door Per-Mathias Høgmo. Op de FIFA-wereldranglijst zakte Noorwegen in 2013 van de 24ste plaats (januari 2013) naar de 54ste plaats (december 2013).

## Balans
| Wedstrijden | Wedstrijden | Wedstrijden | Wedstrijden | Doelpunten | Doelpunten | Doelpunten | Punten |
| Gespeeld    | Winst       | Gelijk      | Verlies     | Voor       | Tegen      | Saldo      | Punten |
| ----------- | ----------- | ----------- | ----------- | ---------- | ---------- | ---------- | ------ |
| 13          | 3           | 3           | 7           | 10         | 17         | –7         | 0.692  |

## Interlands
|                                                                |             |                       |           |                                                                                          |
| 8 januari Vriendschappelijk № 775 «onderlinge duels» 20:30 uur | Zuid-Afrika | 0 – 1                 | Noorwegen | Cape Town Stadium, Kaapstad Toeschouwers: 32.000 Scheidsrechter: Rainhold Shikongo (NAM) |
| 8 januari Vriendschappelijk № 775 «onderlinge duels» 20:30 uur |             | 41' Tarik Elyounoussi |           | Cape Town Stadium, Kaapstad Toeschouwers: 32.000 Scheidsrechter: Rainhold Shikongo (NAM) |

|                                                                 |        |       |           |                                                                                           |
| 12 januari Vriendschappelijk № 776 «onderlinge duels» 14:00 uur | Zambia | 0 – 0 | Noorwegen | Levy Mwanawasa Stadium, Ndola Toeschouwers: 18.000 Scheidsrechter: Victor Hlungwani (RSA) |
| 12 januari Vriendschappelijk № 776 «onderlinge duels» 14:00 uur |        |       |           | Levy Mwanawasa Stadium, Ndola Toeschouwers: 18.000 Scheidsrechter: Victor Hlungwani (RSA) |

|                                                                 |           |                                           |          |                                                                                         |
| 6 februari Vriendschappelijk № 777 «onderlinge duels» 18:00 uur | Noorwegen | 0 – 2                                     | Oekraïne | Estadio La Cartuja, Sevilla Toeschouwers: 1.500 Scheidsrechter: Carlos Clos Gómez (ESP) |
| 6 februari Vriendschappelijk № 777 «onderlinge duels» 18:00 uur |           | 17' Mykola Morozyuk 42' Andrij Jarmolenko |          | Estadio La Cartuja, Sevilla Toeschouwers: 1.500 Scheidsrechter: Carlos Clos Gómez (ESP) |

|                                                                     |           |                  |         |                                                                             |
| 22 maart WK-kwalificatie Groep E № 778 «onderlinge duels» 19:00 uur | Noorwegen | 0 – 1            | Albanië | Ullevaal Stadion, Oslo Toeschouwers: 1.500 Scheidsrechter: Kevin Blom (NED) |
| 22 maart WK-kwalificatie Groep E № 778 «onderlinge duels» 19:00 uur |           | 67' Hamdi Salihi |         | Ullevaal Stadion, Oslo Toeschouwers: 1.500 Scheidsrechter: Kevin Blom (NED) |

|                                                                   |                 |       |               |                                                                                                 |
| 7 juni WK-kwalificatie Groep E № 779 «onderlinge duels» 20:30 uur | Albanië         | 1 – 1 | Noorwegen     | Stadiumi Kombetar Qemal Stafa, Tirana Toeschouwers: 16.900 Scheidsrechter: William Collum (SCO) |
| 7 juni WK-kwalificatie Groep E № 779 «onderlinge duels» 20:30 uur | Valdet Rama 41' |       | 87' Tom Høgli | Stadiumi Kombetar Qemal Stafa, Tirana Toeschouwers: 16.900 Scheidsrechter: William Collum (SCO) |

|                                                              |                                            |       |           |                                                                              |
| 11 juni Vriendschappelijk № 780 «onderlinge duels» 19:00 uur | Noorwegen                                  | 2 – 0 | Macedonië | Ullevaal Stadion, Oslo Toeschouwers: 8.756 Scheidsrechter: Liran Liany (ISR) |
| 11 juni Vriendschappelijk № 780 «onderlinge duels» 19:00 uur | Per Ciljan Skjelbred 9' Daniel Braaten 79' |       |           | Ullevaal Stadion, Oslo Toeschouwers: 8.756 Scheidsrechter: Liran Liany (ISR) |

|                                                                  |                                                                                         |       |                                                    |                                                                                |
| 14 augustus Vriendschappelijk № 781 «onderlinge duels» 20:00 uur | Zweden                                                                                  | 4 – 2 | Noorwegen                                          | Friends Arena, Solna Toeschouwers: 13.438 Scheidsrechter: Michael Oliver (ENG) |
| 14 augustus Vriendschappelijk № 781 «onderlinge duels» 20:00 uur | Zlatan Ibrahimović 2' Zlatan Ibrahimović 28' Zlatan Ibrahimović 57' Anders Svensson 75' |       | 38' (pen.) Mohammed Abdellaoue 43' Stefan Johansen | Friends Arena, Solna Toeschouwers: 13.438 Scheidsrechter: Michael Oliver (ENG) |

|                                                                        |                                       |       |        |                                                                               |
| 6 september WK-kwalificatie Groep E № 782 «onderlinge duels» 19:00 uur | Noorwegen                             | 2 – 0 | Cyprus | Ullevaal Stadion, Oslo Toeschouwers: 11.295 Scheidsrechter: Kenn Hansen (DEN) |
| 6 september WK-kwalificatie Groep E № 782 «onderlinge duels» 19:00 uur | Tarik Elyounoussi 43' Joshua King 66' |       |        | Ullevaal Stadion, Oslo Toeschouwers: 11.295 Scheidsrechter: Kenn Hansen (DEN) |

|                                                                         |           |                                   |             |                                                                               |
| 10 september WK-kwalificatie Groep E № 783 «onderlinge duels» 19:00 uur | Noorwegen | 0 – 2                             | Zwitserland | Ullevaal Stadion, Oslo Toeschouwers: 16.631 Scheidsrechter: Howard Webb (ENG) |
| 10 september WK-kwalificatie Groep E № 783 «onderlinge duels» 19:00 uur |           | 12' Fabian Schär 51' Fabian Schär |             | Ullevaal Stadion, Oslo Toeschouwers: 16.631 Scheidsrechter: Howard Webb (ENG) |

|                                                                       |                                                                      |       |           |                                                                                        |
| 11 oktober WK-kwalificatie Groep E № 784 «onderlinge duels» 20:45 uur | Slovenië                                                             | 3 – 0 | Noorwegen | Stadion Ljudski Vrt, Maribor Toeschouwers: 10.890 Scheidsrechter: Carlos Velasco (ESP) |
| 11 oktober WK-kwalificatie Groep E № 784 «onderlinge duels» 20:45 uur | Milivoje Novakovič 13' Milivoje Novakovič 15' Milivoje Novakovič 49' |       |           | Stadion Ljudski Vrt, Maribor Toeschouwers: 10.890 Scheidsrechter: Carlos Velasco (ESP) |

|                                                                       |                    |       |                          |                                                                                    |
| 15 oktober WK-kwalificatie Groep E № 785 «onderlinge duels» 20:00 uur | Noorwegen          | 1 – 1 | IJsland                  | Ullevaal Stadion, Oslo Toeschouwers: 6.796 Scheidsrechter: Paolo Tagliavento (ITA) |
| 15 oktober WK-kwalificatie Groep E № 785 «onderlinge duels» 20:00 uur | Daniel Braaten 30' |       | 12' Kolbeinn Sigthórsson | Ullevaal Stadion, Oslo Toeschouwers: 6.796 Scheidsrechter: Paolo Tagliavento (ITA) |

|                                                                  |                                        |       |                     |                                                                                     |
| 15 november Vriendschappelijk № 786 «onderlinge duels» 19:00 uur | Denemarken                             | 2 – 1 | Noorwegen           | Messecenter, Herning Toeschouwers: 5.600 Scheidsrechter: Robert Schörgenhofer (AUT) |
| 15 november Vriendschappelijk № 786 «onderlinge duels» 19:00 uur | William Kvist 14' Nicolai Boilesen 90' |       | 78' Marcus Pedersen | Messecenter, Herning Toeschouwers: 5.600 Scheidsrechter: Robert Schörgenhofer (AUT) |

|                                                                  |           |                 |           |                                                                                    |
| 19 november Vriendschappelijk № 787 «onderlinge duels» 19:00 uur | Noorwegen | 0 – 1           | Schotland | Aker Stadion, Molde Toeschouwers: 9.751 Scheidsrechter: Markus Strömbergsson (SWE) |
| 19 november Vriendschappelijk № 787 «onderlinge duels» 19:00 uur |           | 61' Scott Brown |           | Aker Stadion, Molde Toeschouwers: 9.751 Scheidsrechter: Markus Strömbergsson (SWE) |

## FIFA-wereldranglijst
| JAN | FEB | MAR | APR | MEI | JUN | JUL | AUG | SEP | OKT | NOV | DEC |
| --- | --- | --- | --- | --- | --- | --- | --- | --- | --- | --- | --- |
| 24  | 27  | 29  | 30  | 31  | 29  | 25  | 25  | 39  | 47  | 54  | 54  |

## Statistieken
| Rune Jarstein            | 1984-09-29 | Viking FK              | 10 | 0 | 0 | 35  | 0  |
| André Hansen             | 1989-12-17 | Odd Grenland           | 2  | 0 | 0 | 2   | 0  |
| Ørjan Nyland             | 1990-09-10 | Molde FK               | 1  | 0 | 0 | 1   | 0  |
| Sten Grytebust           | 1989-10-25 | Aalesunds FK           | 0  | 1 | 0 | 1   | 0  |
| Verdediging              |            |                        |    |   |   |     |    |
| Tom Høgli                | 1984-02-14 | Club Brugge            | 10 | 1 | 1 |     |    |
| Brede Hangeland          | 1981-06-20 | Fulham FC              | 8  | 0 | 0 |     |    |
| Espen Ruud               | 1984-02-26 | Odense BK              | 5  | 2 | 0 | 31  | 1  |
| Omar Elabdellaoui        | 1991-12-05 | Eintracht Braunschweig | 5  | 1 | 0 | 6   | 0  |
| Tore Reginiussen         | 1986-04-10 | Rosenborg BK           | 5  | 1 | 0 |     |    |
| Vegard Forren            | 1988-02-16 | Molde FK               | 4  | 1 | 0 |     |    |
| Johan Lædre Bjørdal      | 1986-05-05 | Viking FK              | 4  | 1 | 0 | 5   | 0  |
| Ruben Kristiansen        | 1988-02-20 | Tromsø IL              | 2  | 1 | 0 | 3   | 0  |
| Kim André Madsen         | 1989-03-12 | Strømsgodset IF        | 2  | 1 | 0 |     |    |
| Fredrik Semb Berge       | 1990-02-06 | Odd Grenland           | 2  | 1 | 0 | 3   | 0  |
| John Arne Riise          | 1980-09-24 | Fulham FC              | 2  | 0 | 0 | 110 | 16 |
| Jørgen Horn              | 1987-06-07 | Strømsgodset IF        | 1  | 1 | 0 | 2   | 0  |
| Lars Christopher Vilsvik | 1988-10-18 | Strømsgodset IF        | 1  | 1 | 0 |     |    |
| Vegar Eggen Hedenstad    | 1991-06-26 | SC Freiburg            | 1  | 0 | 0 |     |    |
| Kjetil Wæhler            | 1976-03-16 | IFK Göteborg           | 1  | 0 | 0 |     |    |
| Martin Linnes            | 1991-09-20 | Molde FK               | 0  | 2 | 0 | 2   | 0  |
| Jonathan Parr            | 1988-10-21 | Crystal Palace FC      | 0  | 1 | 0 |     |    |
| Jørgen Skjelvik          | 1991-07-05 | Rosenborg BK           | 0  | 1 | 0 | 1   | 0  |
| Stefan Strandberg        | 1990-07-25 | Rosenborg BK           | 0  | 1 | 0 | 1   | 0  |
| Middenveld               |            |                        |    |   |   |     |    |
| Daniel Braaten           | 1982-05-25 | FC København           | 8  | 0 | 2 |     |    |
| Ruben Yttergård Jenssen  | 1988-05-04 | 1. FC Kaiserslautern   | 6  | 4 | 0 |     |    |
| Magnus Wolf Eikrem       | 1990-08-08 | sc Heerenveen          | 6  | 1 | 0 |     |    |
| Stefan Johansen          | 1991-01-08 | Strømsgodset IF        | 6  | 0 | 1 | 6   | 1  |
| Per Ciljan Skjelbred     | 1987-06-16 | Hertha BSC             | 5  | 1 | 1 |     |    |
| Ardian Gashi             | 1981-06-20 | Helsingborgs IF        | 4  | 2 | 0 |     |    |
| Markus Henriksen         | 1992-07-25 | AZ Alkmaar             | 4  | 0 | 0 |     |    |
| Håvard Nordtveit         | 1990-06-21 | Borussia M'gladbach    | 3  | 1 | 0 |     |    |
| Mohammed Fellah          | 1989-05-24 | Esbjerg fB             | 1  | 1 | 0 | 2   | 0  |
| Morten Gamst Pedersen    | 1981-09-08 | Karabükspor            | 1  | 1 | 0 |     |    |
| Magnus Lekven            | 1988-01-13 | Esbjerg fB             | 1  | 1 | 0 |     |    |
| Bjørn Helge Riise        | 1983-06-21 | Lillestrøm SK          | 1  | 1 | 0 |     |    |
| Christian Grindheim      | 1983-07-17 | Vålerenga IF           | 1  | 0 | 0 |     |    |
| Alexander Tettey         | 1986-04-04 | Norwich City           | 1  | 0 | 0 |     |    |
| Valon Berisha            | 1993-02-07 | Red Bull Salzburg      | 0  | 3 | 0 |     |    |
| Yann-Erik de Lanlay      | 1992-05-14 | Viking FK              | 0  | 2 | 0 | 2   | 0  |
| Anders Konradsen         | 1990-07-18 | Stade Rennais          | 0  | 2 | 0 |     |    |
| Aanval                   |            |                        |    |   |   |     |    |
| Tarik Elyounoussi        | 1988-02-23 | TSG Hoffenheim         | 12 | 1 | 2 |     |    |
| Mohammed Abdellaoue      | 1985-10-23 | VfB Stuttgart          | 4  | 3 | 1 |     |    |
| Marcus Pedersen          | 1990-06-08 | Barnsley               | 4  | 2 | 1 | 6   | 1  |
| Ola Kamara               | 1989-10-15 | Strømsgodset IF        | 3  | 1 | 0 | 4   | 0  |
| Alexander Søderlund      | 1987-08-03 | Rosenborg BK           | 2  | 3 | 0 |     |    |
| Erik Huseklepp           | 1984-09-05 | SK Brann Bergen        | 2  | 2 | 0 | 34  | 7  |
| Joshua King              | 1992-01-15 | Blackburn Rovers       | 1  | 4 | 1 |     |    |
| Jo Inge Berget           | 1990-09-11 | Molde FK               | 1  | 1 | 0 |     |    |
| Håvard Nielsen           | 1993-07-15 | Red Bull Salzburg      | 1  | 0 | 0 |     |    |
| Mats Møller Dæhli        | 1995-03-02 | Molde FK               | 0  | 2 | 0 | 2   | 0  |
| Frode Johnsen            | 1974-03-17 | Odd Grenland           | 0  | 2 | 0 |     |    |
| Øyvind Storflor          | 1979-12-18 | Strømsgodset IF        | 0  | 1 | 0 |     |    |